# Acanthochondria sixteni
Acanthochondria sixteni is een eenoogkreeftjessoort uit de familie van de Chondracanthidae. De wetenschappelijke naam van de soort is voor het eerst geldig gepubliceerd in 1922 door Wilson C.B..